# Херш, Сеймур
Сеймур Майрон Херш (англ. Seymour Myron (Sy) Hersh; род. 8 апреля 1937, Чикаго, США) — американский журналист, правозащитник, лауреат Пулитцеровской премии, лауреат премии за вклад в развитие свободной прессы Фонда средств массовой информации в Лейпциге, лауреат премии Риденаура (2005).

## Биография
Родился в Чикаго в семье литовских евреев, эмигрировавших в США. В Чикагском университете получил журналистское образование. Международная известность пришла к нему во время войны во Вьетнаме, когда он раскрыл учинённую американскими военными бойню в Сонгми, после чего стал лауреатом Пулитцеровской премии.
Работал в агентствах ЮПИ и АП, в газете «Нью-Йорк Таймс», в последние годы — обозреватель еженедельника «Нью-Йоркер». Из его статей в журнале «Нью-Йоркер» мир впервые узнал о жестоком обращении американских военных с иракскими заключёнными в тюрьме «Абу-Грейб».
В мае 2015 года выступил в London Review of Books со статьёй, в которой подверг сомнению официальную версию властей США о ликвидации Усамы бен Ладена.
Автор нескольких публицистических книг и документальных фильмов. Считается[кем?] одним из лучших американских авторов, работающих в жанре журналистского расследования.
В феврале 2023 года заявил о причастности США и Норвегии к уничтожению «Северных потоков»: по его мнению, они были взорваны непосредственно американскими военными, заложившими под них бомбы во время учений в Балтийском море.
В апреле 2023 года обвинил президента Украины Владимира Зеленского в том, что тот присвоил сотни миллионов долларов, выделенные США на покупку топлива. Журналист со ссылкой на представителя разведки сообщил, что подрыв газопровода «Северный поток» и отсутствие стратегического планирования в отношении Украины вызвали растущий раскол между Белым домом и разведывательным сообществом США. Отдельно было отмечено решение Байдена развернуть две бригады в нескольких милях от границы с Украиной в ответ на действия России. Представитель разведки, со слов Херша, отметил полное отсутствие контроля со стороны Белого дома, несмотря на значительную численность базирующихся там 101-й и 82-й воздушно-десантных дивизий.

## Публикации
- Сеймур Херш: «Подготовка поля боя». Администрация Буша наращивает тайные операции против Ирана (недоступная ссылка)
- Тайная война ЦРУ против Чили
- «Темная сторона Камелота» (The Dark Side of Camelot)
- «Убийцы в законе» на службе ЦРУ
- Сеймур Херш: США взорвали газопровод «Северный поток» (оригинал статьи) — Jacobin 15.02.2023

## Критика
- Докапываясь до сути Сеймура Херша. Не нужно глубоко копать, чтобы понять его мощное пристрастие к левым («Los Angeles Times», США)